# Мідфілд
Мідфілд (англ. Midfield) — місто (англ. city) в США, в окрузі Джефферсон штату Алабама. Населення — 5211 особа (2020).

## Географія
Мідфілд розташований за координатами 33°27′19″ пн. ш. 86°55′21″ зх. д. / 33.45528° пн. ш. 86.92250° зх. д. (33.455197, -86.922633).  За даними Бюро перепису населення США в 2010 році місто мало площу 6,87 км², уся площа — суходіл.

## Демографія
Згідно з переписом 2010 року, у місті мешкало 5365 осіб у 1999 домогосподарствах у складі 1398 родин. Густота населення становила 781 особа/км².  Було 2330 помешкань (339/км²).
Расовий склад населення:
| - 81,6 % — чорних або афроамериканців - 16,4 % — білих - 0,2 % — азіатів - 0,1 % — корінних американців |

До двох чи більше рас належало 0,9 %. Частка іспаномовних становила 1,4 % від усіх жителів.
За віковим діапазоном населення розподілялося таким чином: 27,7 % — особи молодші 18 років, 63,2 % — особи у віці 18—64 років, 9,1 % — особи у віці 65 років та старші. Медіана віку мешканця становила 34,4 року. На 100 осіб жіночої статі у місті припадало 82,8 чоловіків;  на 100 жінок у віці від 18 років та старших — 78,3 чоловіків також старших 18 років.
Середній дохід на одне домашнє господарство  становив 47 591 долар США (медіана — 39 678), а середній дохід на одну сім'ю — 54 123 долари (медіана — 46 290). Медіана доходів становила 31 857 доларів для чоловіків та 30 197 доларів для жінок. За межею бідності перебувало 20,1 % осіб, у тому числі 28,0 % дітей у віці до 18 років та 12,5 % осіб у віці 65 років та старших.
Цивільне працевлаштоване населення становило 2530 осіб. Основні галузі зайнятості: освіта, охорона здоров'я та соціальна допомога — 32,4 %, роздрібна торгівля — 12,9 %, науковці, спеціалісти, менеджери — 10,8 %, мистецтво, розваги та відпочинок — 10,6 %.